# 直木萌美
直木 萌美（なおき もえみ、1988年3月14日 - ）は、日本の女性声優。神奈川県出身。

## 人物
2018年6月30日付けで81プロデュースを退所し、同年7月1日以降はフリーで活動している。

## 出演作品

### テレビアニメ
2009年
- エレメントハンター（クラスメイト）

2010年
- ケシカスくん（はさ美）

2011年
- プリティーリズム・オーロラドリーム（女生徒）

2014年
- もっふりモフ☆モフ

### ゲーム
2012年
- エクストルーパーズ（ベル[4]）

### 吹き替え
アニメ
- ちいさなプリンセス ソフィア（ティーニー）

### テレビ
- NOTTV アニ充（兎月充）

### その他
- らのべえ